# NGC 4681
NGC 4681 је спирална галаксија у сазвежђу Кентаур која се налази на NGC листи објеката дубоког неба.
Деклинација објекта је - 43° 20' 5" а ректасцензија 12h 47m 28,7s. Привидна величина (магнитуда) објекта NGC 4681 износи 12,7 а фотографска магнитуда 13,5. NGC 4681 је још познат и под ознакама ESO 268-40, MCG -7-26-46, DCL 207, IRAS 12446-4303, PGC 43166.